# Prinzessin-von-Asturien-Preis
Die Prinzessin-von-Asturien-Preise (spanisch Premios Princesa de Asturias) sind hochrangige spanische Auszeichnungen. Der Preis wird in Spanien von der Prinzessin-von-Asturien-Stiftung (früher Prinz-von-Asturien-Stiftung) an Personen, Einrichtungen oder Organisationen aus der ganzen Welt verliehen, die bemerkenswerte Leistungen in den Bereichen Wissenschaft, Geisteswissenschaften und öffentliche Angelegenheiten erbracht haben.

## Verleihung

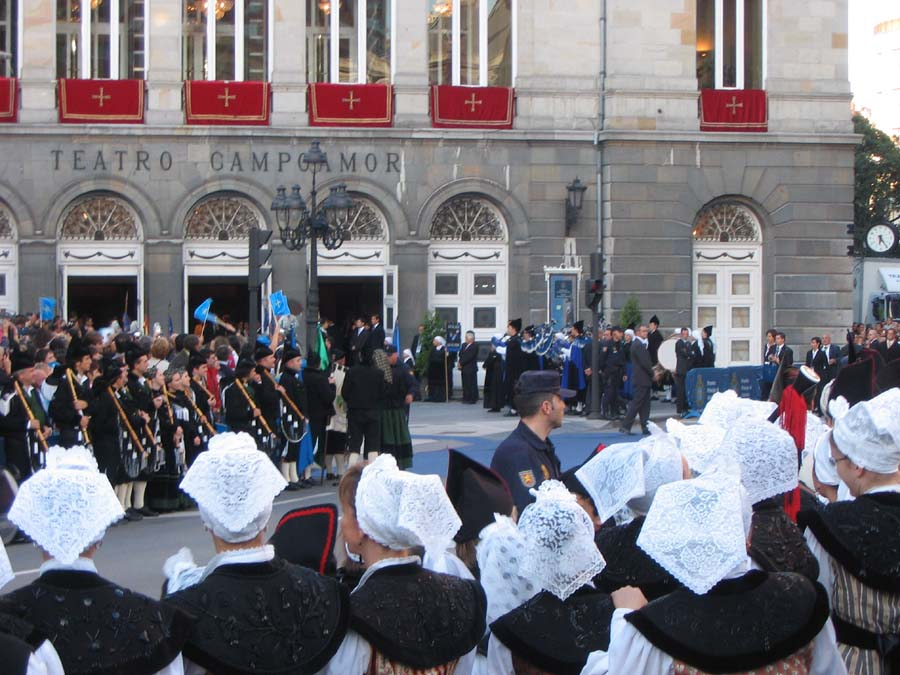
Auffahrt zur Preisverleihung des Prinz-von-Asturien-Preises 2005

Unter dem Namen Prinz-von-Asturien-Preise (spanisch Premios Príncipe de Asturias, eigentlich Fürst-von-Asturien-Preise) wurden sie zwischen 1981 und 2014 jährlich in Oviedo, der Hauptstadt des Fürstentums Asturien, in Anwesenheit des damaligen spanischen Thronfolgers Infant Felipe von Spanien (und seit 2004 seiner Gemahlin Doña Letizia von Spanien) durch die Stiftung Prinz von Asturien vergeben. Nach der Krönung Felipes zum König von Spanien wurden die Stiftung und die Preise 2014 umbenannt und heißen jetzt nach der neuen Fürstin von Asturien und Infantin Leonor von Spanien.
Die Preisträger können Einzelpersonen, Institutionen oder Gruppen aus der ganzen Welt sein, die sich durch ihren Lebenslauf in einer der folgenden acht Kategorien auszeichnen: Kunst, Literatur, Sozialwissenschaften, Kommunikation und Geisteswissenschaften, Eintracht, internationale Zusammenarbeit, wissenschaftliche und technische Forschung und Sport.
Die Beratungen der verschiedenen Jurys (eine für jeden Preis) beginnen im Monat Mai und setzen sich bis in den September fort, wenn die Entscheidung über den Preisträger für den Sportpreis fällt. Die Beratungen der Jurys werden über zwei Tage im Hotel Reconquista im Zentrum der asturischen Hauptstadt durchgeführt. Am zweiten Tag der Beratungen veröffentlicht der Jurypräsident das Preisurteil.
Die Preise werden im Theater Campoamor überreicht. Die einzelnen Prinzessin-von-Asturien-Preise sind mit einem Geldbetrag in Höhe von 50.000 Euro dotiert. Außerdem wird jedem Preisträger eine Skulptur überreicht, die vom katalanischen Künstler Joan Miró entworfen wurde. Im Jahr 2005 feierte die Stiftung Premios Príncipe de Asturias ihr 25-jähriges Jubiläum. Zu diesem Anlass schenkte ihr einer der frühen Preisträger, der brasilianische Architekt Oscar Niemeyer, den Entwurf für ein Kulturzentrum in Avilés, Asturien. Mit dem Bau dieses Großprojektes wurde noch im selben Jahr begonnen. Die offizielle Einweihung des Oscar-Niemeyer-Kulturzentrums erfolgte am 26. März 2011.

## Preisträger

### Kunst
- 1981: Jesús López Cobos
- 1982: Pablo Serrano
- 1983: Eusebio Sempere
- 1984: Orfeón Donostierra
- 1985: Antonio López García
- 1986: Luis García Berlanga
- 1987: Eduardo Chillida
- 1988: Jorge Oteiza
- 1989: Oscar Niemeyer
- 1990: Antoni Tàpies
- 1991: Alfredo Kraus, José Carreras, Teresa Berganza, Pilar Lorengar, Plácido Domingo, Montserrat Caballé und Victoria de los Ángeles
- 1992: Roberto Matta
- 1993: Francisco Javier Sáenz de Oiza
- 1994: Alicia de Larrocha
- 1995: Fernando Fernán Gómez
- 1996: Joaquín Rodrigo
- 1997: Vittorio Gassman
- 1998: Sebastião Salgado
- 1999: Santiago Calatrava
- 2000: Barbara Hendricks
- 2001: Krzysztof Penderecki
- 2002: Woody Allen
- 2003: Miquel Barceló
- 2004: Paco de Lucía
- 2005: Maya Plisetskaya und Tamara Rojo
- 2006: Pedro Almodóvar
- 2007: Bob Dylan
- 2008: El Sistema: Nationales System der Jugend- und Kinderorchester von Venezuela
- 2009: Norman Foster
- 2010: Richard Serra
- 2011: Riccardo Muti
- 2012: Rafael Moneo
- 2013: Michael Haneke
- 2014: Frank Gehry
- 2015: Francis Ford Coppola
- 2016: Núria Espert
- 2017: William Kentridge
- 2018: Martin Scorsese
- 2019: Peter Brook
- 2020: Ennio Morricone und John Williams
- 2021: Marina Abramović
- 2022: Carmen Linares und María Pagés
- 2023: Meryl Streep
- 2024: Joan Manuel Serrat
- 2025: Graciela Iturbide

### Geisteswissenschaften und Literatur
- 1981: José Hierro
- 1982: Miguel Delibes und Gonzalo Torrente Ballester
- 1983: Juan Rulfo
- 1984: Pablo García Baena
- 1985: Ángel González
- 1986: Mario Vargas Llosa und Rafael Lapesa
- 1987: Camilo José Cela
- 1988: José Angel Valente und Carmen Martín Gaite
- 1989: Ricardo Gullón
- 1990: Arturo Uslar Pietri
- 1991: Das Volk von Puerto Rico
- 1992: Francisco Morales Nieva
- 1993: Claudio Rodríguez
- 1994: Carlos Fuentes
- 1995: Carlos Bousoño
- 1996: Francisco Umbral
- 1997: Álvaro Mutis
- 1998: Francisco Ayala
- 1999: Günter Grass
- 2000: Augusto Monterroso
- 2001: Doris Lessing
- 2002: Arthur Miller
- 2003: Fatima Mernissi und Susan Sontag
- 2004: Claudio Magris
- 2005: Nélida Piñón
- 2006: Paul Auster
- 2007: Amos Oz
- 2008: Margaret Atwood
- 2009: Ismail Kadare
- 2010: Amin Maalouf
- 2011: Leonard Cohen
- 2012: Philip Roth
- 2013: Antonio Muñoz Molina
- 2014: John Banville
- 2015: Leonardo Padura
- 2016: Richard Ford
- 2017: Adam Zagajewski
- 2018: Fred Vargas
- 2019: Siri Hustvedt
- 2020: Anne Carson
- 2021: Emmanuel Carrère
- 2022: Juan Mayorga
- 2023: Haruki Murakami
- 2024: Ana Blandiana
- 2025: Eduardo Mendoza

### Sozialwissenschaften
- 1981: Román Perpiñá
- 1982: Antonio Domínguez Ortiz
- 1983: Julio Caro Baroja
- 1984: Eduardo García de Enterría
- 1985: Ramón Carande Thovar
- 1986: José Luis Pinillos
- 1987: Juan Linz
- 1988: Luis Díez del Corral und Luis Sánchez Agesta
- 1989: Enrique Fuentes Quintana
- 1990: Rodrigo Uría González
- 1991: Miguel Artola Gallego
- 1992: Juan Velarde Fuertes
- 1993: Silvio Zavala
- 1994: Aurelio Menéndez Menéndez
- 1995: Joaquim Veríssimio Serrão
- 1996: John Huxtable Elliott
- 1997: Martín de Riquer Morera
- 1998: Jacques Santer und Pierre Werner
- 1999: Raymond Carr
- 2000: Carlo Maria Martini
- 2001: El Colegio de México und Juan Iglesias Santos
- 2002: Anthony Giddens
- 2003: Jürgen Habermas
- 2004: Paul Krugman
- 2005: Giovanni Sartori
- 2006: Mary Robinson
- 2007: Ralf Dahrendorf
- 2008: Tzvetan Todorov
- 2009: David Attenborough
- 2010: Das Archäologenteam der Terrakottaarmee von Xi'an
- 2011: Howard Gardner
- 2012: Martha C. Nussbaum
- 2013: Saskia Sassen
- 2014: Joseph Pérez
- 2015: Esther Duflo
- 2016: Mary Beard
- 2017: Karen Armstrong
- 2018: Michael J. Sandel
- 2019: Alejandro Portes
- 2020: Dani Rodrik
- 2021: Amartya Sen
- 2022: Eduardo Matos Moctezuma
- 2023: Hélène Carrère d'Encausse
- 2024: Michael Ignatieff
- 2025: Douglas Massey

### Kommunikation und Humanwissenschaften
- 1981: María Zambrano
- 1982: Mario Bunge
- 1983: Die Zeitung El País
- 1984: Claudio Sánchez Albornoz
- 1985: José Ferrater Mora
- 1986: Das brasilianische Magazin O Globo
- 1987: Die Zeitungen El Espectador und El Tiempo
- 1988: Horacio Sáenz Guerrero
- 1989: Economic Culture Fund und Pedro Laín Entralgo
- 1990: Universidad Centroamericana “José Simeón Cañas”
- 1991: Luis María Anson
- 1992: Emilio García Gómez
- 1993: das Magazin Vuelta von Octavio Paz
- 1994: Spanische Missionen in Ruanda und Burundi
- 1995: José Luis López-Aranguren und die Agentur EFE
- 1996: Indro Montanelli und Julián Marías Aguilera
- 1997: CNN und Václav Havel
- 1998: Reinhard Mohn
- 1999: Instituto Caro y Cuervo
- 2000: Umberto Eco
- 2001: George Steiner
- 2002: Hans Magnus Enzensberger
- 2003: Ryszard Kapuściński und Gustavo Gutiérrez Merino
- 2004: Jean Daniel
- 2005: Alliance française, British Council, Goethe-Institut, Instituto Cervantes, Instituto Camões und Società Dante Alighieri
- 2006: National Geographic Society
- 2007: Die beiden Fachzeitschriften Science und Nature
- 2008: Google
- 2009: Universidad Nacional Autónoma de México
- 2010: Zygmunt Bauman und Alain Touraine
- 2011: Royal Society
- 2012: Shigeru Miyamoto
- 2013: Annie Leibovitz
- 2014: Joaquín Salvador Lavado Tejón (Quino)
- 2015: Emilio Lledó Íñigo
- 2016: James Nachtwey
- 2017: Les Luthiers (Comedy-Musical Group)
- 2018: Alma Guillermoprieto
- 2019: Museo del Prado
- 2020: Feria Internacional del Libro de Guadalajara und Hay Festival of Literature & Arts
- 2021: Gloria Steinem
- 2022: Adam Michnik
- 2023: Nuccio Ordine
- 2024: Marjane Satrapi
- 2025: Byung-Chul Han

### Eintracht
- 1986: Solidaritätspfarrei Chile
- 1987: Villa El Salvador
- 1988: International Union for Conservation of Nature and Natural Resources und World Wild Fund for Nature
- 1989: Stephen Hawking
- 1990: Sephardische Gemeinden
- 1991: Medicus Mundi International und Médicins sans Frontières
- 1992: Die American Foundation for AIDS Research (amfAR)
- 1993: Koordinatorin Gesto por la Paz im Baskenland
- 1994: Save the Children, National Movement of Street Children und Messengers of Peace
- 1995: der jordanische König Hussein I.
- 1996: Adolfo Suárez
- 1997: Yehudi Menuhin und Mstislaw Leopoldowitsch Rostropowitsch
- 1998: Nicolás Castellanos, Vicente Ferrer Moncho, Joaquín Sanz Gadea und Muhammad Yunus
- 1999: die spanische Caritas
- 2000: die Real Academia Española und die Asociación de Academias de la Lengua Española
- 2001: das weltweite Netzwerk der Biosphärenreservate
- 2002: Daniel Barenboim und Edward Said
- 2003: Joanne K. Rowling
- 2004: der Jakobsweg
- 2005: die Barmherzigen Schwestern des Vinzenz von Paul
- 2006: UNICEF
- 2007: das Museum zur Geschichte des Holocaust in Jerusalem
- 2008: Íngrid Betancourt
- 2009: Berlin
- 2010: Manos Unidas, katholische Wohltätigkeitsorganisation
- 2011: Die Helden von Fukushima (repräsentiert durch TEPCO-Mitarbeiter, Feuerwehr und die japanische Armee)
- 2012: Verband der Tafeln in Spanien
- 2013: ONCE
- 2014: Caddy Adzuba
- 2015: Orden Hospitalaria de San Juan de Dios
- 2016: SOS-Kinderdorf
- 2017: Europäische Union
- 2018: Sylvia A. Earle
- 2019: die Stadt Gdańsk
- 2020: die Mitarbeiter des Gesundheitswesens während der COVID-19-Pandemie in Spanien
- 2021: José Andrés und die NGO World Central Kitchen
- 2022: Shigeru Ban
- 2023: Mary’s Meals
- 2024: Magnum Photos
- 2025: Mexikanisches Nationalmuseum für Anthropologie

### Internationale Zusammenarbeit
- 1981: José López Portillo
- 1982: Enrique V. Iglesias
- 1983: Belisario Betancur
- 1984: die Contadora-Gruppe
- 1985: Raúl Alfonsín
- 1986: die Universitäten Salamanca und Coimbra
- 1987: Javier Pérez de Cuéllar
- 1988: Óscar Arias Sánchez
- 1989: Jacques Delors und Michail Gorbatschow
- 1990: Hans-Dietrich Genscher
- 1991: Hoher Flüchtlingskommissar der Vereinten Nationen (UNHCR, United Nations High Commissioner for Refugees)
- 1992: Nelson Mandela und Frederik Willem de Klerk
- 1993: die Blauhelme der United Nations, die in Ex-Jugoslawien stationiert waren
- 1994: Jassir Arafat und Jitzchak Rabin
- 1995: Mário Soares
- 1996: Helmut Kohl
- 1997: Regierung von Guatemala und guatemaltekische Nationale Revolutionäre Einheit
- 1998: Fatiha Boudiaf, Olayinka Koso-Thomas, Graça Machel, Rigoberta Menchú Tum, Fatana Ishaq Gailani, Emma Bonino und Somaly Mam
- 1999: Pedro Duque, John Glenn, Chiaki Mukai und Waleri Poljakow
- 2000: Fernando Henrique Cardoso
- 2001: die Internationale Raumstation ISS (International Space Station)
- 2002: Scientific Committee on Antarctic Research
- 2003: Luís Inácio Lula da Silva
- 2004: Das Erasmus-Programm der Europäischen Union
- 2005: Simone Veil
- 2006: Bill & Melinda Gates Foundation
- 2007: Al Gore
- 2008: Ifakara Health Research and Development Centre (Tansania), Malaria Research and Training Centre (Mali), Kintampo Health Research Centre (Ghana) und Manhiça Centre of Health Research (Mosambik)
- 2009: Weltgesundheitsorganisation
- 2010: The Transplantation Society (TTS) Montreal und die Organización Nacional de Transplantes (ONT) Spanien
- 2011: Bill Drayton
- 2012: Internationale Rotkreuz- und Rothalbmond-Bewegung
- 2013: Max-Planck-Gesellschaft zur Förderung der Wissenschaften
- 2014: Fulbright-Programm
- 2015: Wikipedia
- 2016: UN-Klimakonferenz in Paris 2015 und Übereinkommen von Paris
- 2017: Hispanic Society of America
- 2018: Amref Health Africa und Amref Salud África
- 2019: Salman Khan und die Khan Academy
- 2020: GAVI, the Vaccine Alliance
- 2021: CAMFED, Campaign for Female Education
- 2022: Ellen MacArthur
- 2023: Drugs for Neglected Diseases Initiative
- 2024: The Organization of Ibero-American States for Education, Science and Culture (OEI)
- 2025: Mario Draghi

### Wissenschaftliche und technische Forschung
- 1981: Alberto Sols
- 1982: Manuel Ballester
- 1983: Luis Santaló
- 1984: Antonio García Bellido
- 1985: Emilio Rosenblueth und David Vázquez Martínez
- 1986: Antonio González González
- 1987: Pablo Rudomín und Jacinto Convit
- 1988: Manuel Cardona und Marcos Moshinsky
- 1989: Guido Münch
- 1990: Salvador Moncada und Santiago Grisolía
- 1991: Francisco Bolívar Zapata
- 1992: Federico García Moliner
- 1993: Amable Liñan
- 1994: Manuel Patarroyo
- 1995: Manuel Losada Villasante und das National Biodiversity Institute von Costa Rica
- 1996: Valentín Fuster
- 1997: Atapuerca-Forschungsteam
- 1998: Emilio Méndez Pérez und Pedro Miguel Etxenike Landiríbar
- 1999: Ricardo Miledi und Enrique Moreno González
- 2000: Luc Montagnier und Robert Charles Gallo
- 2001: Craig Venter, John E. Sulston, Hamilton Othanel Smith, Francis Collins und Jean Weissenbach
- 2002: Robert E. Kahn, Vinton G. Cerf, Tim Berners-Lee und Lawrence Roberts
- 2003: Jane Goodall
- 2004: Judah Folkman, Tony Hunter, Joan Massagué Solé, Bert Vogelstein und Robert Allan Weinberg
- 2005: António Damásio
- 2006: Juan Ignacio Cirac Sasturain
- 2007: Peter Lawrence und Ginés Morata
- 2008: Sumio Iijima, Shuji Nakamura, Robert Langer, George Whitesides und Tobin Marks
- 2009: Martin Cooper und Ray Tomlinson
- 2010: David Julius, Linda Watkins und Baruch Minke
- 2011: Joseph Altman, Arturo Álvarez-Buylla und Giacomo Rizzolatti
- 2012: Gregory Winter und Richard A. Lerner
- 2013: Peter Higgs, François Englert und das CERN
- 2014: Avelino Corma Canós, Mark E. Davis und Galen D. Stucky
- 2015: Emmanuelle Charpentier und Jennifer Doudna
- 2016: Hugh Herr
- 2017: Rainer Weiss, Kip S. Thorne, Barry C. Barish und die LIGO-Kooperation
- 2018: Svante Pääbo
- 2019: Joanne Chory und Sandra Myrna Díaz
- 2020: Yves Meyer, Ingrid Daubechies, Terence Tao und Emmanuel Candès
- 2021: Katalin Karikó, Drew Weissman, Philip Felgner, Uğur Şahin, Özlem Türeci, Derrick Rossi und Sarah Gilbert
- 2022: Geoffrey Hinton, Yann LeCun, Yoshua Bengio und Demis Hassabis
- 2023: Jeffrey I. Gordon, E. Peter Greenberg und Bonnie L. Bassler
- 2024: Daniel J. Drucker, Jeffrey M. Friedman, Joel F. Habener, Jens Juul Holst und Svetlana Mojsov
- 2025: Mary-Claire King

### Sport
- 1987: Sebastian Coe
- 1988: Juan Antonio Samaranch
- 1989: Severiano Ballesteros
- 1990: Sito Pons
- 1991: Serhij Bubka
- 1992: Miguel Induráin
- 1993: Javier Sotomayor
- 1994: Martina Navrátilová
- 1995: Hassiba Boulmerka
- 1996: Carl Lewis
- 1997: Das spanische Marathon-Team
- 1998: Arantxa Sánchez Vicario
- 1999: Steffi Graf
- 2000: Lance Armstrong
- 2001: Manuel Estiarte
- 2002: Die brasilianische Fußballnationalmannschaft
- 2003: Die Tour de France
- 2004: Hicham El Guerrouj
- 2005: Fernando Alonso
- 2006: Die spanische Basketballnationalmannschaft
- 2007: Michael Schumacher
- 2008: Rafael Nadal
- 2009: Jelena Issinbajewa
- 2010: Spanische Fußballnationalmannschaft
- 2011: Haile Gebrselassie
- 2012: Iker Casillas und Xavier Hernández
- 2013: José María Olazábal
- 2014: New-York-City-Marathon
- 2015: Pau Gasol und Marc Gasol
- 2016: Francisco Javier Gómez Noya
- 2017: Neuseeländische Rugby-Union-Nationalmannschaft
- 2018: Reinhold Messner und Krzysztof Wielicki
- 2019: Lindsey Vonn
- 2020: Carlos Sainz
- 2021: Teresa Perales
- 2022: Refugee Olympic Team
- 2023: Eliud Kipchoge
- 2024: Carolina Marín
- 2025: Serena Williams